# Future house
Future house là một thể loại nhạc house có nguồn gốc ở Vương quốc Anh những năm 2010, được mô tả là sự kết hợp của deep house, UK garage và kết hợp các yếu tố và kỹ thuật của các thể loại EDM khác.